# Romslo Station
Romslo Station (Romslo holdeplass) var en jernbanestation på Bergensbanen, der lå i Arna i Bergen kommune i Norge.
Stationen blev oprettet som trinbræt 20. december 1935. Betjeningen med persontog blev indstillet 2. juni 1991, og 1. januar 2005 blev stationen nedlagt. Stationen lå mellem de nu ligeledes nedlagte Risneset Station og Herland Station. De nærmeste stationer der stadig er i drift er Trengereid Station og Arna Station.